# Болезни пищевого происхождения
Болезни пищевого происхождения или Заболевания пищевого происхождения  — это инфекционные заболевания или интоксикации, вызванные бактериями, вирусами или химическими веществами, попадающими в организм через зараженную воду или пищу.
Самый частый симптомом является диарея. Также заболевания пищевого происхождения могут иметь более серьёзные последствия такие как почечная и печеночная недостаточность, нарушения работы головного мозга и нервной системы, реактивный артрит, рак и летальный исход.
По оценкам, ежегодно от заболеваний пищевого происхождения умирают 2.200.000 человек, большинство из которых дети.

## Последствия

### Для здоровья
В 3 % случаев болезнь может оказать долгосрочное негативное воздействие на здоровье человека.

### Экономические
Болезни пищевого происхождения создают большую нагрузку на системы здравоохранения, что мешает социально-экономическому развитию.

## Симптомы
Наиболее распространённые симптомы пищевых болезней — боль в желудке, рвота, диарея. Чаще всего симптомы проявляются через 24-72 часа после приёма пищи, но могут проявляться и через недели.

## Причины
Большинство случаев болезней пищевого происхождения вызваны такими агентами, как бактерии, вирусы или паразиты.
В Европейском регионе из 23 миллионов случаев заболевания норовирусная инфекция вызывает около 15 миллионов случаев, а кампилобактер почти 5 миллионов случаев.

## Распространённость
По оценкам ВОЗ, от небезопасных продуктов ежегодно заболевает 600 миллионов человек, примерно каждый десятый житель планеты, и умирает 420 тысяч, это приводит к потере 33 миллионов лет здоровой жизни (DALY). 40 % болезней вызванных небезопасной пищей приходится на детей до 5 лет, ежегодно унося жизни 125 000 детей.
В Европейском регионе ВОЗ ежегодно заболевает 23 миллионов человек и 5 000 умирает.

### ВОЗ
- Оценка глобального бремени заболеваний пищевого происхождения
- Питание и здоровьев Европе: новая основа для действий